# Michał Kościuszko
Michał Kościuszko (ur. 20 kwietnia 1985 w Krakowie) – polski kierowca rajdowy, od 2007 do 2009 roku startował w zespole fabrycznym Suzuki Sport Europe (tworząc załogę z pilotem Maciejem Szczepaniakiem), rywalizował w Rajdowych Mistrzostwach Świata o tytuł mistrza w klasyfikacji juniorów (JWRC), a następnie, w latach 2011 - 2012 w cyklu dla samochodów produkcyjnych (PWRC). Od sezonu 2013 startuje w najwyższej kategorii - WRC. Syn kierowcy wyścigowego (wielokrotnego Mistrza Polski w wyścigach górskich) i rajdowego Jana "Naczelnika" Kościuszki, który jest znamy krakowskim właścicielem restauracji, przygotowującym posiłki na wigilię dla bezdomnych.
Kościuszko to pierwszy i jedyny dotąd polski kierowca rajdowy, który odniósł zwycięstwo w zawodach rangi JWRC (tryumfował podczas Rajdu Sardynii 2008). Jest też dwukrotnym mistrzem Polski w klasie A6 i F2. Od 2007 roku reprezentuje Polskę w Rajdowych Mistrzostwach Świata (WRC), w których jeździł samochodami Suzuki Swift Super 1600, Mitsubishi Lancer Evo X, Mini John Cooper Works WRC, a aktualnie Ford Fiesta WRC.

## Życiorys
Michał interesuje się sportami motorowymi od najmłodszych lat. Karierę rozpoczął jako 15-latek od kartingu. W sezonie 2001 startował w Kartingowych Mistrzostwach Polski i zakończył je zdobyciem tytułu Mistrza Polski. Po występach w wyścigach kartingowych przeszedł do rajdów samochodowych. W roku 2002 zdobył międzynarodową licencję rajdową i wygrał dwa rajdy Pucharu PZM. W 2003 debiutował w Rajdowych Samochodowych Mistrzostwach Polski. Startując z pilotem Jarosławem Baranem w barwach zespołu Suzuki Chłopskie Jadło Team. W 2004 zajął w klasyfikacji generalnej mistrzostw Polski 12. miejsce, dzięki 5. miejscu w Rajdzie Nikon; rok później był w klasyfikacji generalnej już na miejscu 4., kończąc cztery eliminacje w czołowej szóstce (3. miejsce w Rajdzie Rzeszowskim, 5. miejsce w Rajdzie Nikon i Rajdzie Wawelskim, 6. miejsce w Rajdzie Elmot). Jednocześnie był wysoko klasyfikowany w klasie Super 1600: 5. miejsce w sezonie 2003, 3. miejsce w sezonie 2004.
Polski Związek Motorowy przyznał Michałowi Kościuszce w 2004 tytuł "Talent roku".
W 2005 Kościuszko otrzymał od zespołu Suzuki Motor Poland propozycję współpracy w roli oficjalnego kierowcy tego teamu i, jako najmłodszy zawodnik w historii, zdobył swój pierwszy tytuł Mistrza Polski w klasie Super 1600 i F2. W sezonie 2006 powtórzył sukces, rozpoczął także starty w JWRC. W sezonie 2007 stanął na podium Rajdu Finlandii. Od tego sezonu Kościuszko startuje w fabrycznym teamie Suzuki Sport Europe. W pierwszej rundzie JWRC sezonu 2008 stanął na podium (Rajd Meksyku). Następnie, jako pierwszy Polak w historii, zwyciężył rundę Rajdowych Mistrzostw Świata w klasie juniorów – Rajd Sardynii. W sezonie 2009 kontynuował starty w JWRC, wygrał w tej kategorii dwa rajdy (Portugalii i Argentyny) i zdobył tytuł wicemistrza JWRC.
W 2010 startował w barwach nowego zespołu Dynamic World Rally Team samochodem Ford Fiesta S2000 w rajdach zaliczanych do kategorii SWRC i WRC Cup. W trakcie Rajdu Jordanii Kościuszko miał wypadek. Ford Fiesta S2000 został uszkodzony i M-Sport nie był w stanie naprawić auta. W kolejnych rajdach startował w Skodzie Fabii S2000 Evo II.
W sezonie 2011 Kościuszko startował w cyklu mistrzostw świata w kategorii samochodów produkcyjnych (PWRC) za kierownicą Mitsubishi Lancera Evo X z zespołem Lotos Dynamic Rally Team. Ostatecznie wywalczył 3. miejsce na koniec sezonu. W sezonie 2012 kontynuował starty w tym samym zespole w cyklu PWRC, zajmując na koniec sezonu 4. miejsce.
W sezonie 2013 Michał Kościuszko startował w cyklu WRC - pierwszych pięć eliminacji samochodem Mini John Cooper Works WRC, a od Rajdu Sardynii Ford Fiesta RS WRC. Podczas Rajdu Niemiec odniósł kontuzję (złamanie kręgosłupa), która uniemożliwia mu dalsze straty w rajdach.

## Starty w rajdach WRC
| Sezon | Zespół                   | Samochód                                                      | 1        | 2        | 3        | 4          | 5             | 6         | 7             | 8         | 9      | 10              | 11            | 12              | 13              | 14        | 15              | 16              | Punkty | Miejsce |
| ----- | ------------------------ | ------------------------------------------------------------- | -------- | -------- | -------- | ---------- | ------------- | --------- | ------------- | --------- | ------ | --------------- | ------------- | --------------- | --------------- | --------- | --------------- | --------------- | ------ | ------- |
| 2006  | Michał Kościuszko        | Suzuki Ignis S1600                                            | Monako   | 37       | Meksyk   | 24         | Francja       | Argentyna | 32            | 28        | 46     | NU              | Japonia       | Cypr            | 27              | Australia | Nowa Zelandia   | Wielka Brytania | 0      | –       |
| 2007  | Michał Kościuszko        | Renault Clio S1600 Suzuki Swift S1600 Fiat Punto Abarth S2000 | Monako   | Szwecja  | Norwegia | Meksyk     | NU            | Argentyna | 44            | Grecja    | 22     | NU              | Nowa Zelandia | NU              | 28              | Japonia   | Irlandia        | 24              | 0      | –       |
| 2008  | Suzuki Sport Europe      | Suzuki Swift S1600                                            | Monako   | Szwecja  | 10       | Argentyna  | NU            | 15        | Grecja        | Turcja    | 22     | Niemcy          | Nowa Zelandia | 30              | NU              | Japonia   | Wielka Brytania |                 | 0      | –       |
| 2009  | Suzuki Sport Europe      | Suzuki Swift S1600                                            | Irlandia | Norwegia | 17       | 13         | 14            | 13        | Grecja        | NU        | 18     | Australia       | Hiszpania     | Wielka Brytania |                 |           |                 |                 | 0      | –       |
| 2010  | Dynamic World Rally Team | Ford Fiesta S2000 Škoda Fabia S2000                           | Szwecja  | 20       | NU       | Turcja     | Nowa Zelandia | 13        | Bułgaria      | 16        | 28     | Japonia         | 14            | Hiszpania       | 15              |           |                 |                 | 0      | –       |
| 2011  | Lotos Dynamic Rally Team | Mitsubishi Lancer Evo X                                       | Szwecja  | Meksyk   | 24       | Jordania   | Włochy        | 20        | Grecja        | 25        | Niemcy | 7               | Francja       | 21              | 15              |           |                 |                 | 6      | 21.     |
| 2012  | Lotos Dynamic Rally Team | Mitsubishi Lancer Evo X                                       | 30       | Szwecja  | 14       | Portugalia | NU            | Grecja    | Nowa Zelandia | Finlandia | 13     | Wielka Brytania | Francja       | 21              | 31              |           |                 |                 | 0      | –       |
| 2013  | Lotos Team WRC           | MINI John Cooper Works WRC Ford Fiesta RS WRC                 | 10       | 14       | NU       | NU         | NU            | Grecja    | 7             | Finlandia | NU     | Australia       | Francja       | Hiszpania       | Wielka Brytania |           |                 |                 | 7      | 19.     |

### Starty w JWRC
| Sezon | Zespół            | Samochód           | 1     | 2      | 3      | 4     | 5      | 6      | 7      | 8      | 9   | Punkty | Miejsce |
| ----- | ----------------- | ------------------ | ----- | ------ | ------ | ----- | ------ | ------ | ------ | ------ | --- | ------ | ------- |
| 2006  | Michał Kościuszko | Suzuki Ignis S1600 | SWE 8 | ESP 5  | FRA    | ARG   | ITA 10 | DEU 11 | FIN NU | TUR 10 | GBR | 5      | 19.     |
| 2007  | Michał Kościuszko | Suzuki Ignis S1600 | NOR   | POR NU | ITA 12 | FIN 3 | DEU NU | ESP NU | FRA 9  |        |     | 6      | 11.     |
| 2008  | Michał Kościuszko | Suzuki Ignis S1600 | MEX 3 | JOR NU | ITA 1  | FIN 3 | DEU    | ESP 9  | FRA 9  |        |     | 22     | 5.      |
| 2009  | Michał Kościuszko | Suzuki Ignis S1600 | IRL   | CYP 2  | POR 1  | ARG 1 | ITA 2  | POL NU | FIN 3  | ESP    |     | 42     | 2.      |

### Starty w SWRC
| Sezon | Zespół                   | Samochód                            | 1   | 2     | 3      | 4   | 5     | 6     | 7     | 8   | 9     | 10    | Punkty | Miejsce |
| ----- | ------------------------ | ----------------------------------- | --- | ----- | ------ | --- | ----- | ----- | ----- | --- | ----- | ----- | ------ | ------- |
| 2010  | Lotos Dynamic Rally Team | Ford Fiesta S2000 Škoda Fabia S2000 | SWE | MEX 3 | JOR NU | NZL | POR 3 | FIN 5 | DEU 6 | JPN | FRA 3 | GBR 5 | 73     | 5.      |

### Starty w PWRC
| Sezon | Zespół                   | Samochód                | 1     | 2     | 3      | 4     | 5     | 6     | 7     | 8     | 9 | Punkty | Miejsce |
| ----- | ------------------------ | ----------------------- | ----- | ----- | ------ | ----- | ----- | ----- | ----- | ----- | - | ------ | ------- |
| 2011  | Lotos Dynamic Rally Team | Mitsubishi Lancer Evo X | SWE   | POR 7 | ARG 10 | FIN 5 | AUS 2 | ESP 2 | GBR 2 |       |   | 71     | 3.      |
| 2012  | Lotos Dynamic Rally Team | Mitsubishi Lancer Evo X | MCO 1 | MEX 3 | ARG NU | GRE   | NZE   | DEU 1 | ITA 6 | SPA 6 |   | 81     | 4.      |